# Będzie głośno
Będzie głośno (ang. It Might Get Loud) – amerykański film dokumentalny z 2008 roku w reżyserii Davisa Guggenheima, opisujący historię i spojrzenie na grę trzech skrajnie różnych gitarzystów rockowych. Począwszy od lat 60., które reprezentuje Jimmy Page, poprzez lata 80., w których zaczynał tworzyć The Edge, aż do lat 90. reprezentowanych przez Jacka White'a.
Film skupia się na ukazaniu różnic między muzykami, są to m.in.: postrzeganie świata, wrażliwość muzyczna, a także podejście do gitary. Jimmy Page, dobiegający siedemdziesiątki, delektuje się swoją grą a jego słynne riffy podpatruje pozostała dwójka. The Edge ukazuje swoją oryginalność poprzez charakterystyczne delay'e. White ma z całej trójki najbardziej surowe podejście do gitary i jej brzmienia.
Opowieść reżysera kreowana jest na wyprawę, podczas której na farmie dochodzi do spotkania White'a, następnie w deszczowym Dublinie widz podgląda The Edge'a w studio, by po chwili przenieść się do pałacu zamieszkiwanego przez Page'a. Widz ogląda ich gitary, sztuczki oraz dowiaduje się dlaczego gitara stała się dla nich sensem życia.

## Nagrody i nominacje
Nagroda Satelita 2008
- Najlepszy film dokumentalny (nominacja)
- Najlepsze zdjęcia – Guillermo Navarro, Erich Roland (nominacja)
- Najlepszy dźwięk – Joel Dougherty, Chuck Fitzpatrick (nominacja)
- Najlepszy montaż – Greg Finton (nominacja)